# Palazzo Pitti
Palazzo Pitti è un imponente palazzo rinascimentale di Firenze. Si trova nella zona di Oltrarno, in piazza Pitti, a breve distanza da Ponte Vecchio. Il nucleo originale dell'edificio risale al 1458, come residenza urbana del banchiere Luca Pitti. Il palazzo fu quindi acquistato dalla famiglia Medici nel 1549 e divenne la residenza principale dei granduchi di Toscana, dal 1737 Asburgo-Lorena. A seguito dell'unità d'Italia, svolse il ruolo di palazzo reale per Casa Savoia nel quinquennio in cui Firenze fu capitale del Regno d'Italia (1865-70). Nel 1919 Vittorio Emanuele III lo donò allo Stato: da allora è un museo statale.
Al suo interno è infatti ospitato un importante insieme di musei: la Galleria palatina, sistemata secondo il criterio della quadreria settecentesca, con capolavori di Raffaello e Tiziano; gli Appartamenti reali, l'appartamento della Duchessa d'Aosta e il quartiere del Principe di Napoli (ordinariamente non visitabili dai turisti); la Galleria d'arte moderna (con le opere dei macchiaioli), e altri musei specializzati: il Tesoro dei Granduchi, dedicato all'arte applicata; il Museo della moda e del costume, il maggiore museo italiano dedicato alla moda; il Museo delle porcellane e il Museo delle carrozze. Il palazzo è completato dal Giardino di Boboli, uno dei migliori esempi al mondo di giardino all'italiana.
Dal 2014 il Ministero per i beni e le attività culturali ha riunito entro un'unica amministrazione palazzo, giardino e Galleria degli Uffizi, creando le Gallerie degli Uffizi, un nuovo ente dotato di autonomia speciale. Nel 2022 ha ricevuto 650 612 visitatori, risultando uno dei musei più visitati d'Italia.

## Storia

### I Pitti e la costruzione

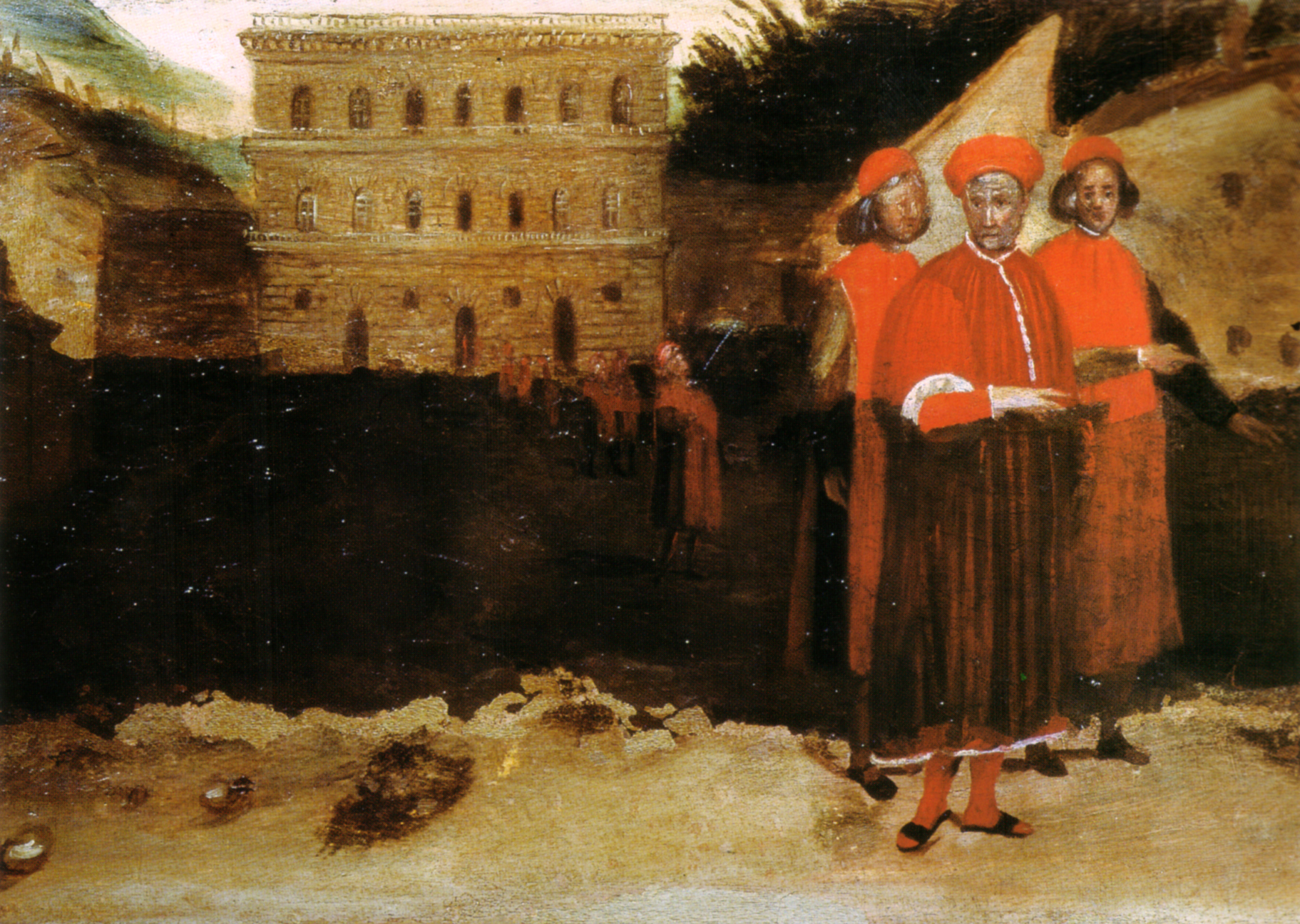
Luca Pitti davanti al suo palazzo, Cappella Pitti, Santo Spirito (Firenze)

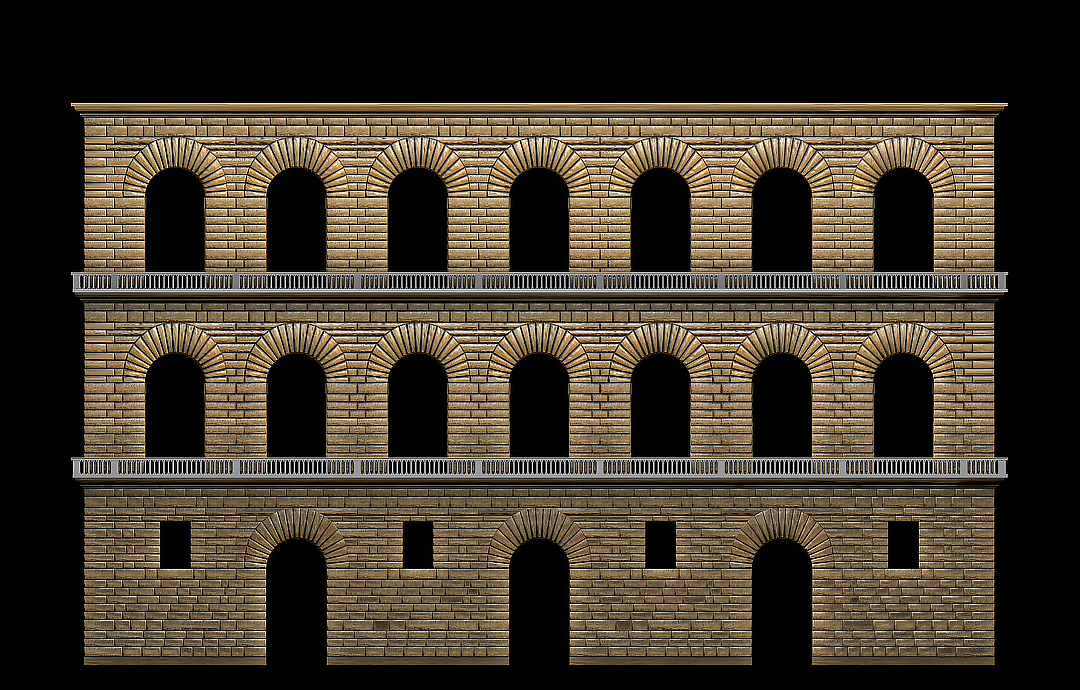
Ricostruzione virtuale della facciata quattrocentesca di Palazzo Pitti

All'epoca in cui venne costruito, Palazzo Pitti era la residenza più grande e sfarzosa di Firenze.
Luca Pitti era rivale della famiglia dei Medici e desiderava una residenza più appariscente di quella appena eretta da Michelozzo per Cosimo il Vecchio, sebbene non riuscì poi a concluderla a causa del tracollo politico ed economico, complice anche l'enorme debito contratto. La tradizione tramandata da Giorgio Vasari (priva però di altri riscontri) vuole che i Pitti si rivolgessero, intorno al 1440, a Filippo Brunelleschi scegliendo il progetto accantonato da Cosimo de' Medici per il Palazzo Medici perché giudicato troppo grandioso e suscettibile di invidie, al posto di quello più dosato di Michelozzo. La leggenda narra che Luca Pitti esigesse che le finestre del nuovo palazzo fossero più grandi della porta principale di quello di Cosimo e che il cortile potesse contenere l'intero Palazzo Strozzi (sebbene Palazzo Pitti abbia solo tre lati sul cortile, invece di quattro). L'effettiva realizzazione, che poco ha a che spartire con la sobrietà di Brunelleschi (fra l'altro morto dodici anni prima) e sembra più simile alle indicazioni del De re aedificatoria di Leon Battista Alberti, si rifà più alla solennità romana classica. Ufficialmente l'architetto fu Luca Fancelli, allievo e collaboratore di Brunelleschi.
Per problemi di progettazione, i lavori a palazzo vennero momentaneamente interrotti, e forse complice la sfavorevole sorte in politica di Luca Pitti, viene da pensare che, un po' come gli Strozzi, i quali nella gara per superare in sfarzo i Medici si erano fatalmente indebitati dovendo lasciare una parte di Palazzo Strozzi incompiuta, anche i Pitti si trovarono in difficoltà finanziarie per cui i lavori s'interruppero nel 1465. La famiglia risiedette comunque nel palazzo dal 1469, anche dopo la morte di Luca Pitti (1472).

### I Medici, granduchi di Toscana

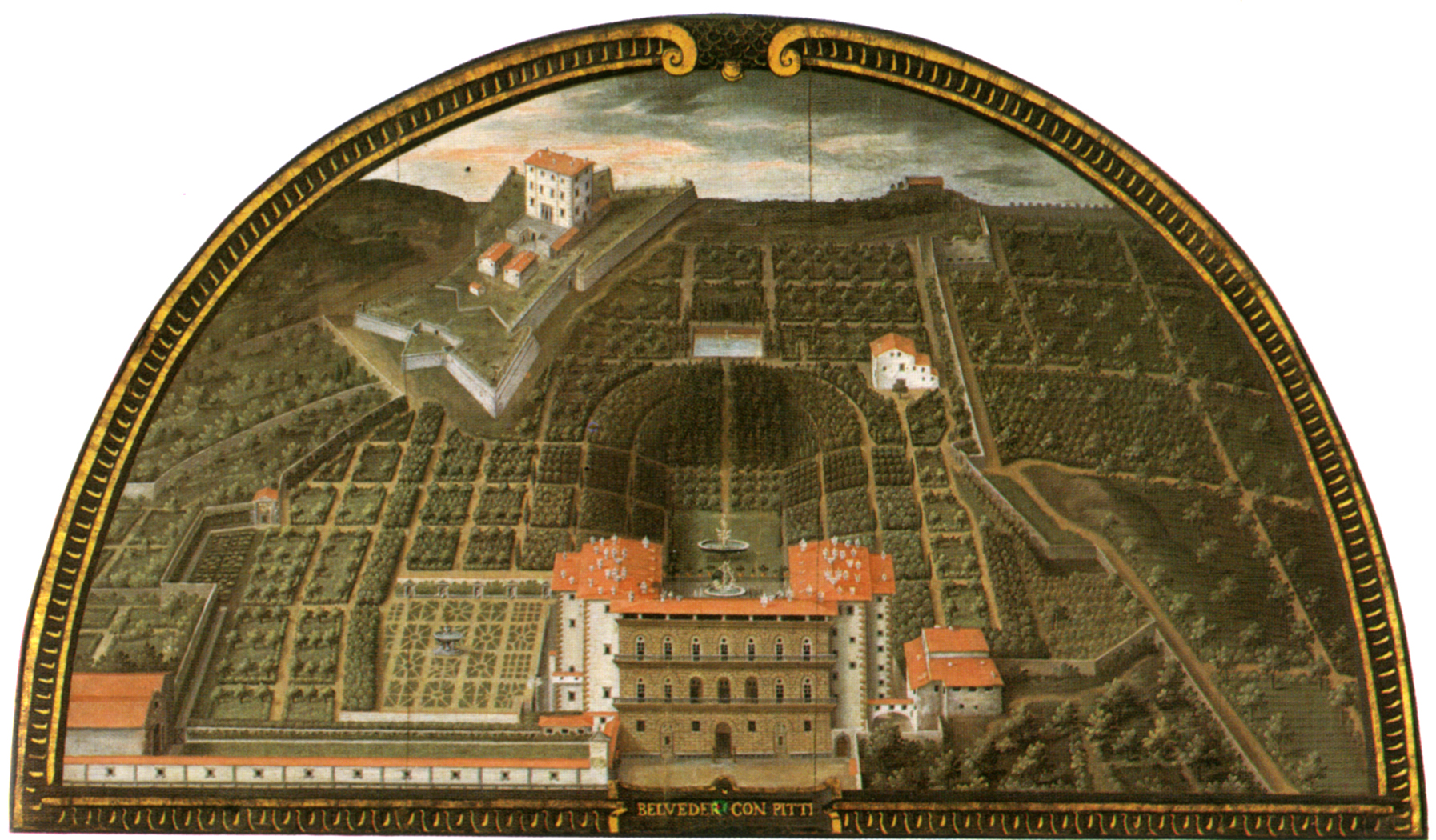
Palazzo Pitti, lunetta di Giusto Utens del 1599

In seguito le sorti della famiglia non si risollevarono e nel 1549-1550 Buonaccorso Pitti vendette il palazzo a Eleonora di Toledo, moglie di Cosimo I de' Medici e figlia del viceré di Napoli, la quale riteneva l'Oltrarno più salubre rispetto all'affollato centro cittadino sulla sponda nord. Essa infatti soffriva di emorragie polmonari, poiché aveva contratto la tubercolosi e anche i suoi figli erano cagionevoli di salute, tanto che due le erano già morti in fasce. Inoltre, essendo abituata alla vita di corte e alla luce di Napoli, si sentiva soffocata dalla ristrettezza di palazzo Medici e dalla struttura con poche finestre e con acqua proveniente da pozzi malsani di palazzo Vecchio, sue dimore iniziali in quel di Firenze.
Il palazzo divenne così la principale residenza dei Medici, senza cambiare di fatto nome, e dando origine alla straordinaria rinascita del quartiere di Oltrarno, via via che le nobili famiglie della città imitarono i granduchi facendo a gara a costruire residenze nobiliari sulle direttrici vicine di via Maggio o via dei Serragli. Palazzo Pitti stesso fu oggetto di massicci lavori di restauro, affidati alle sapienti mani di Bartolomeo Ammannati e Niccolò Tribolo (oltre all'immancabile Vasari), proseguiti anche al volgere del secolo per mano di Bernardo Buontalenti. Altri lavori di ampliamento della struttura originaria vennero eseguiti nel corso del XVII secolo: l'ampliamento della facciata su piazza Pitti (1618-1631); l'aggiunta della Fonte del Leone, ornata dalla corona granducale medicea, per volontà di Cosimo III (1696).
Il cortile dell'Ammannati fece talvolta da scenografia a straordinari eventi, come una battaglia navale tra venti navi turche e cristiane (per il quale il cortile venne allagato fino raggiungere quasi due metri di profondità) o i festeggiamenti per le nozze tra Ferdinando I de' Medici e Cristina di Lorena nel 1589.
Sporadiche aggiunte e modifiche vennero spesso operate dai vari occupanti del palazzo ad opera di altri architetti: eper esempio nel Settecento Giuseppe Ruggieri aggiunse le due ali laterali che abbracciano la piazza, secondo un modello di corte d'onore di ispirazione francese.

### I Lorena, Napoleone ed i Savoia

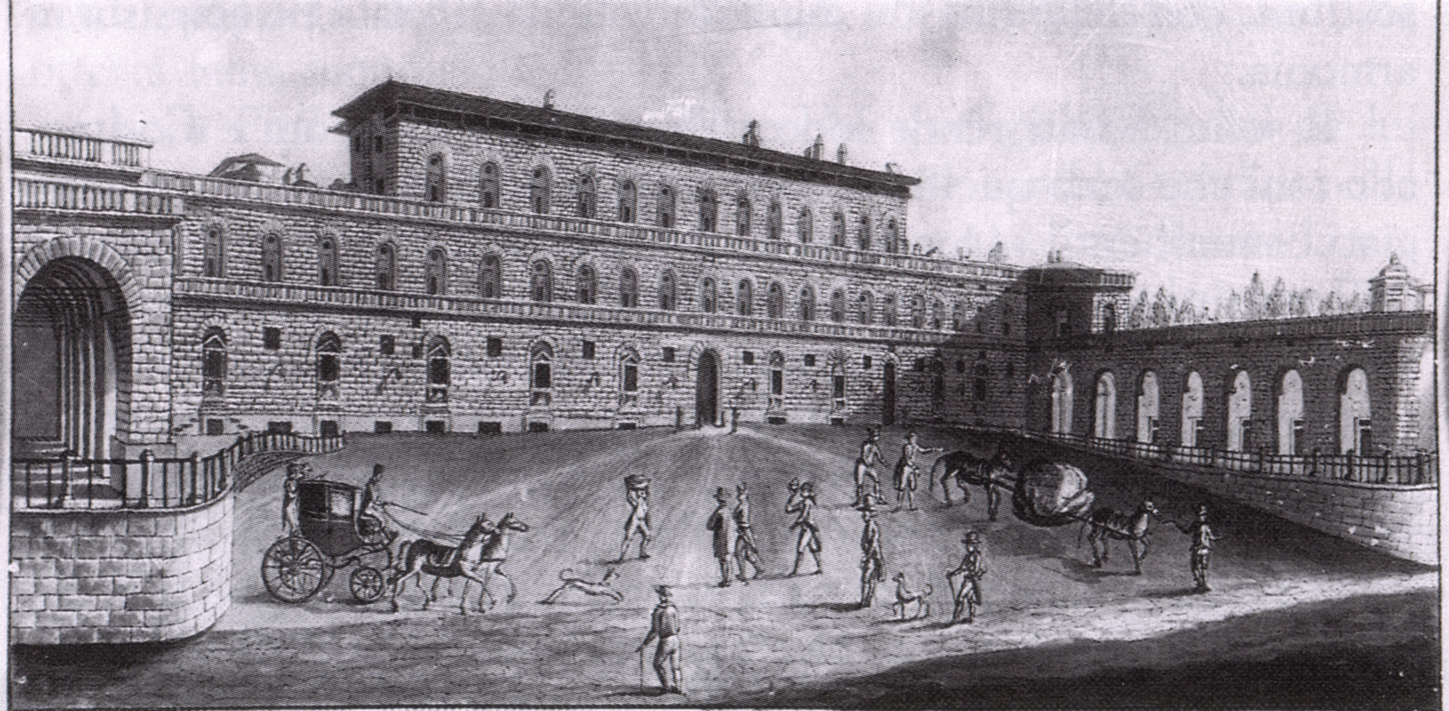
Palazzo Pitti in una stampa del XIX secolo

Francesco I di Lorena non amava Firenze e non prese mai residenza nella città, mentre suo figlio Pietro Leopoldo fu il primo granduca che si dedicò al governo della Toscana, tra l'altro con grandi opere di riforma che ammodernarono notevolmente la città e lo stato.
Ai primi dell'Ottocento il palazzo fu usato anche da Napoleone Bonaparte come residenza per il suo passaggio in città durante il suo governo dell'Italia. Successivamente, col ritorno dei Lorena, furono eseguiti diversi ampliamenti, tra cui la sistemazione dei rondò di testata e la realizzazione di una scala interna ad opera dell'architetto Pasquale Poccianti. Notevoli furono le opere spedite da Palazzo Pitti in Francia durante le spoliazioni napoleoniche. Secondo il catalogo pubblicato nel Bulletin de la Société de l'art français del 1936, le Storie di Giacobbe e le Storie di Muzio Scevola di Bonifacio Veronese vennero spedite, ma vennero perse durante il tragitto e non raggiunsero mai destinazione. Anche il Mosé che attraversa il Nilo di Paolo Veronese venne persa durante il tragitto e simile sorte toccò alla Sacra famiglia di Annibale Carracci, mai arrivata a destinazione. Il Ritratto d'uomo di Bartholomeus van der Helst raggiunse Parigi e venne esposto al Musée Napoleon ma se ne perse traccia quando il Canova operava per le restituzioni.
Nel 1833, sotto Leopoldo II, alcune parti del palazzo furono aperte al pubblico come museo.
I Lorena si ritirarono dopo la votazione che decise l'annessione della Toscana al Piemonte, nel processo di unificazione italiana, con il palazzo che passò così ad uso della Casa Savoia.
Vittorio Emanuele II vi risiedette effettivamente dal 1865 quando Firenze divenne Capitale d'Italia, fino al 1871 quando si spostò al palazzo del Quirinale a Roma, nuova capitale. Dell'epoca sabauda rimane, tra l'altro, nella Sala del Trono, l'affresco de Il Genio di casa Savoia presenta l'Italia al consesso delle altre nazioni di Annibale Gatti, nella palazzina della Meridiana.

### L'epoca recente

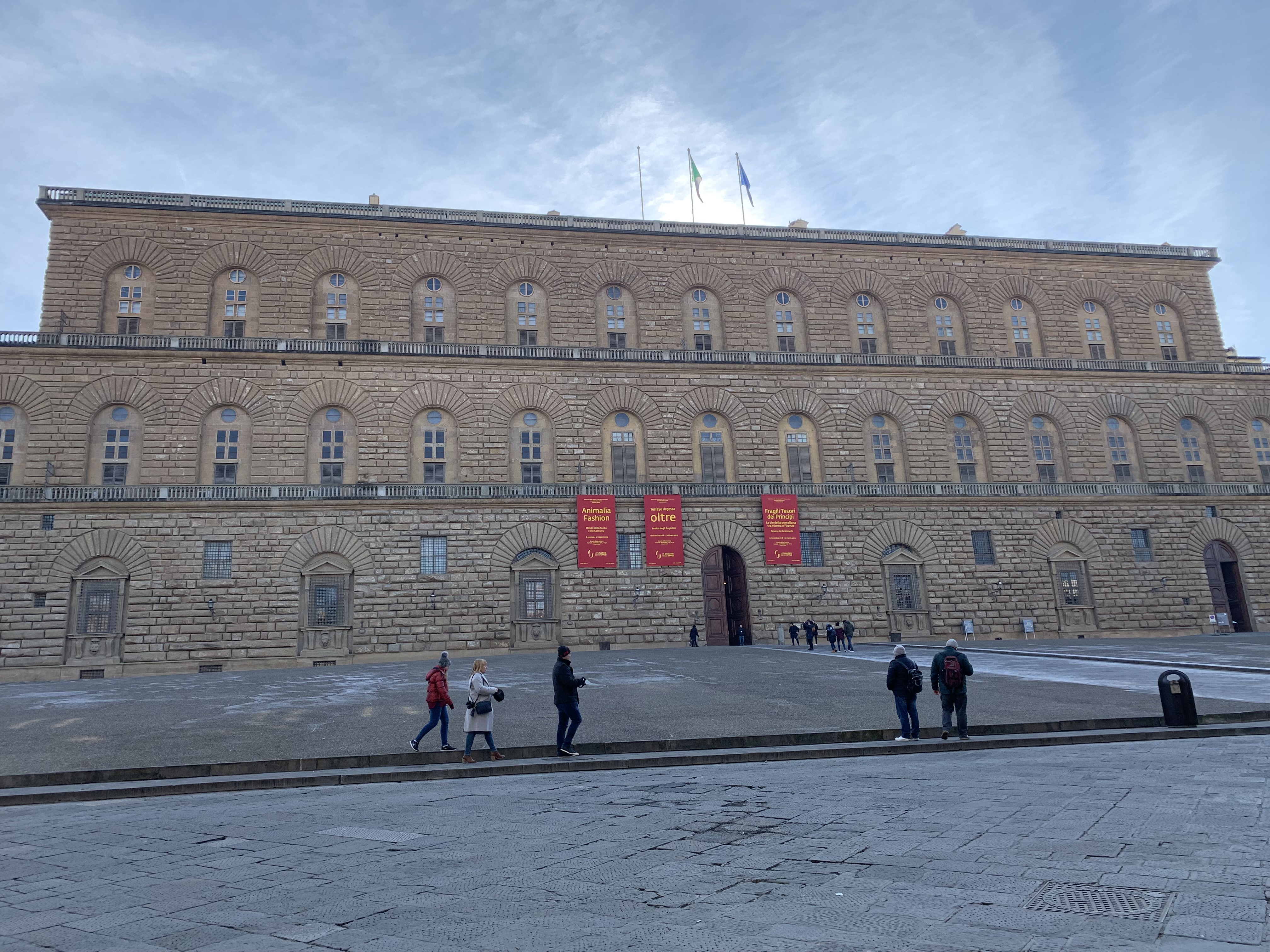
L'esterno di Palazzo Pitti nel 2019

Il 22 luglio 1952, Palazzo Pitti vide la nascita dell'Alta Moda italiana con la storica sfilata presso la Sala Bianca. Accanto a nove case di moda (Roberto Capucci, Vincenzo Ferdinandi, Germana Marucelli, Giovannelli-Sciarra, Antonelli, Vanna, Carosa, Polinober e Jole Veneziani, sfilarono anche sedici ditte di moda boutique e per il tempo libero (Emilio Pucci, Mirsa, Avoli, Luisa Spagnoli, Emilia Bellini, Gaber, Amelia, Brioni, Effe Zeta, Possenti, Valditevere, Formenti, Glans, Eliglao e Tessitrice dell’Isola). Una giovanissima Oriana Fallaci inviata dal settimanale Epoca ne raccontò la cronaca.
Dopo vari restauri si è giunti negli anni 1980/1990 alla sistemazione con sei musei articolati per diverse tematiche espositive: Galleria Palatina e Appartamenti monumentali al piano nobile, Museo degli Argenti e Museo delle Carrozze al piano terra, Galleria d'Arte Moderna al secondo piano e Galleria del Costume nella palazina della Meridiana. I musei erano gestiti dalla Soprintendenza già Polo Museale Fiorentino. Nelle altre ali non museali si trovano ambienti aperti straordinariamente per mostre ed eventi, laboratori di restauro, depositi e uffici (tra cui al piano terra l'ex-Soprintendenza Archeologia Belle Arti e Paesaggio per la città metropolitana di Firenze e per le province di Pistoia e Prato, l'ufficio prenotazioni per le biglietterie, un Comando carabinieri per la tutela del patrimonio culturale).
Con la Riforma Franceschini del 2014, palazzo Pitti è entrato sotto la gestione speciale delle "Gallerie degli Uffizi", con un direttore unico dipendente solo dal Ministero, senza intermediazione di una soprintendenza. Da allora alcune realtà sono cambiate: restando chiuso ormai da decenni il Museo delle carrozze, è invece cambiato il nome del Museo degli Argenti a Tesoro dei Granduchi.

## Descrizione

### Facciata e cortile

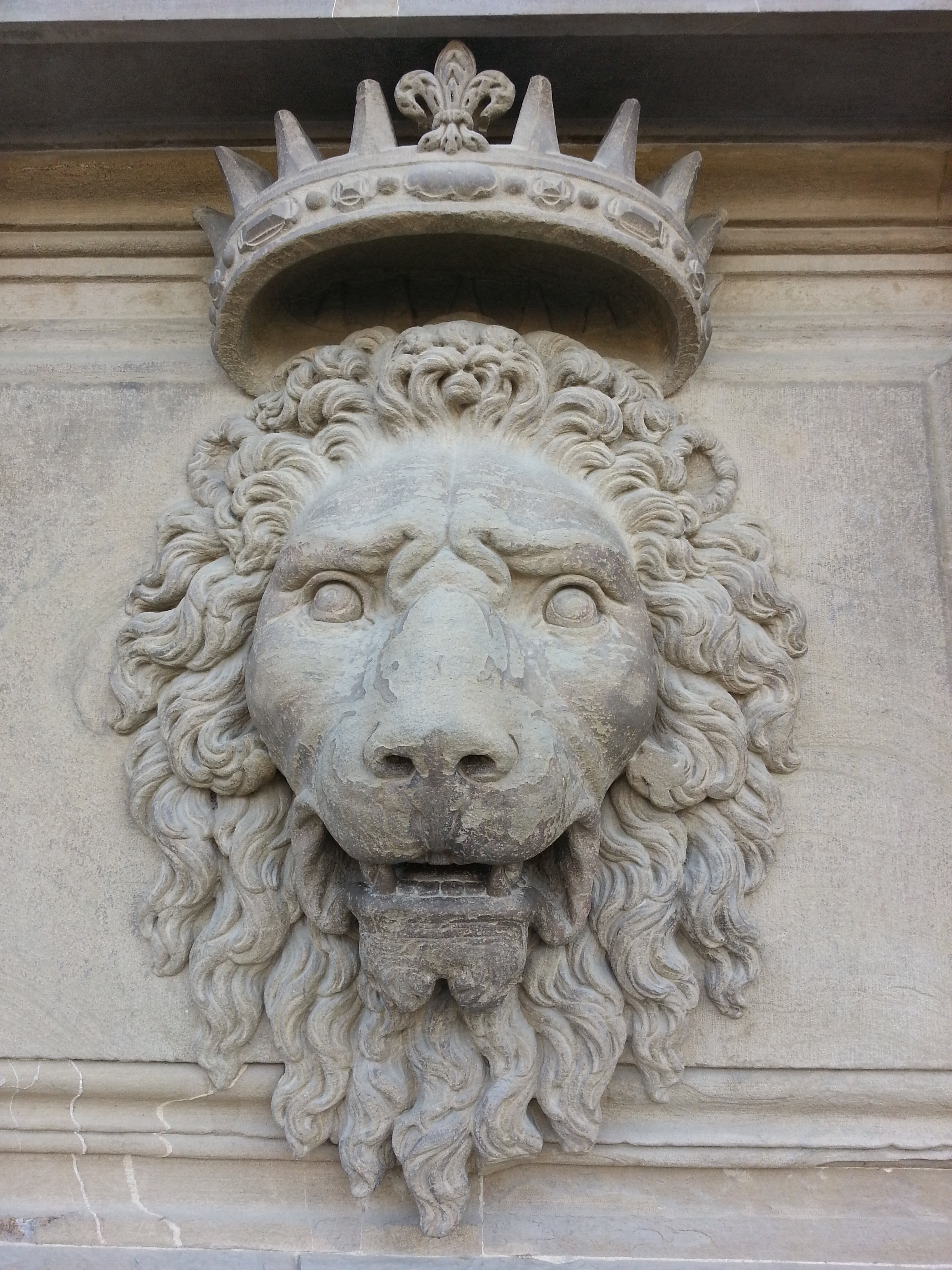
Testa leonina coronata sulla facciata di Palazzo Pitti.

Originariamente, palazzo Pitti aveva sette assi e consentiva l'entrata non da uno ma da tre portoni (tra i quali quelli laterali furono convertiti in finestre "inginocchiate" durante la ristrutturazione di Ammannati). La facciata è composta secondo un modulo fisso, che ricorre nell'ampiezza delle aperture e nella distanza fra esse; moltiplicato per due dà l'altezza delle aperture e per quattro l'altezza dei piani.
Una novità fu la presenza di una piazza antistante l'edificio, la prima costruita davanti ad un palazzo privato a Firenze, che permetteva una visuale frontale e centrata dal basso, secondo il punto di vista privilegiato definito anche da Leon Battista Alberti. Punto di contatto con il modello michelozziano di palazzo Medici è il fronte a bugnato a sporgenza digradante, sviluppo in larghezza di sette assi, con un portone centrale che dopo un andito oscuro conduce in un ampio cortile da cui si accede alle scale monumentali per i piani superiori. Sulle bugne si trovano vari segni di cavatori e scalpellini, diversi secondo le diverse epoche in cui furono aggiunte le porzioni, che altrimenti appaiono oggi saldate uniformemente, grazie al ricorso della stessa pietraforte, proveniente dalle vicinissime cave di Boboli. 
Nel 1560 fu realizzato il primo ampliamento del palazzo ad opera di Bartolomeo Ammannati, che edificò, tra l'altro, l'imponente cortile a più piani con l'originale e senza precedenti motivo dei gradoni alternati lungo tutte le superfici (motivo ampiamente ripreso in altri palazzi europei, come il Luxembourg di Parigi, che a tutto Palazzo Pitti d’altronde si ispira).

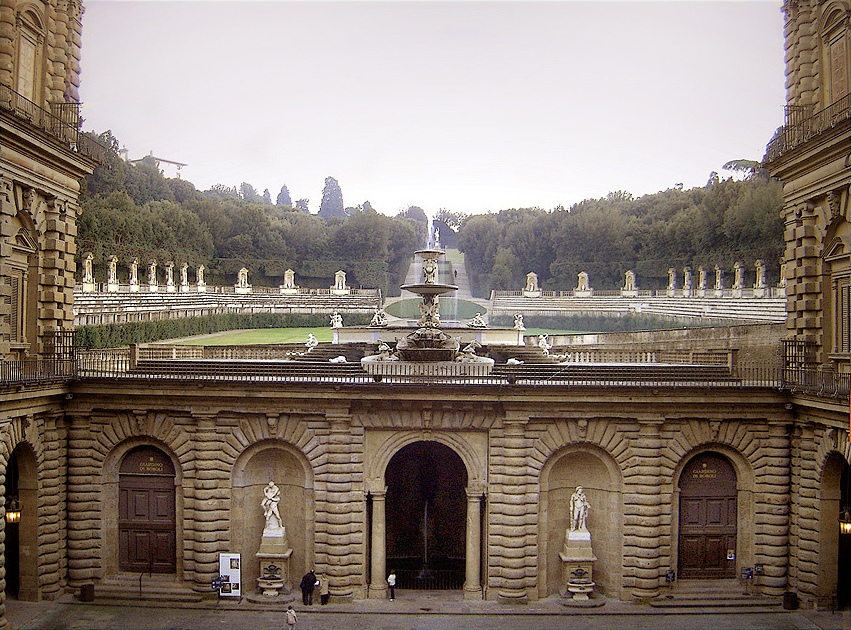
Il lato del cortile interno che dà sul giardino di Boboli, con l'anfiteatro.

La sistemazione dei giardini era già stata iniziata nel 1551 da Niccolò Tribolo. Il disegno originale dei giardini era incentrato su un anfiteatro centrale, che venne realizzato sfruttando la conformazione naturale della collina e quella della buca lasciata dalla cava della pietra utilizzata nel palazzo. Qui frequentemente vennero rappresentate commedie e tragedie di ispirazione classica, come alcune scritte da Giovan Battista Cini, con scenografie curate dall'architetto di corte Baldassarre Lanci.
Nel 1565 il Vasari costruì il celebre "Corridoio vasariano" per collegare Palazzo Pitti con Palazzo Vecchio, passando per la chiesa di Santa Felicita, Ponte Vecchio e gli Uffizi.
Nel frattempo, tra il 1558 e il 1570, Ammannati creò uno scalone monumentale per il piano nobile (primo piano) e ampliò le ali posteriori del palazzo, verso il giardino, abbracciando così il cortile e chiudendolo sul lato ovest da un corpo sovrastato da una terrazza alla quale si accedeva dagli appartamenti nobiliari del primo piano. Da questo punto di vista si fronteggiava la collina di Boboli a pari altezza, dominando il declivio. Sulla terrazza fu posta anche una grande fontana, in seguito chiamata (1641), Fontana del Carciofo, disegnata dall'assistente di Giambologna, Giovanni Francesco Susini. Nel cortile interno fu realizzata più tardi una stravagante grotta con concrezioni calcaree e statue di puttini che nuotano nella vasca chiamata Grotta di Mosè. 
Costruita per volere di Cosimo I nel 1560, la Cappella delle Reliquie (consacrata nel 1616) custodiva i preziosi reliquari delle collezioni del granduca. All'interno erano presenti armadi decorati da pannelli dipinti di Giovanni Bilivert, Filippo Tarchiani, Fabrizio Boschi e Matteo Rosselli e contenenti oggetti liturgici o profani e custodie realizzate da Giovan Battista Foggini, Massimiliano Soldani Benzi, Giuseppe Antonio Torricelli.
Dal 1616 fu lanciato un concorso per ampliare la parte del palazzo sulla piazza, vinto da Giulio Parigi, nipote dell'Ammannati, che condusse i lavori di allungamento del corpo della facciata dal 1618, terminati da Alfonso Parigi, suo figlio, nel 1631.

### Galleria Palatina

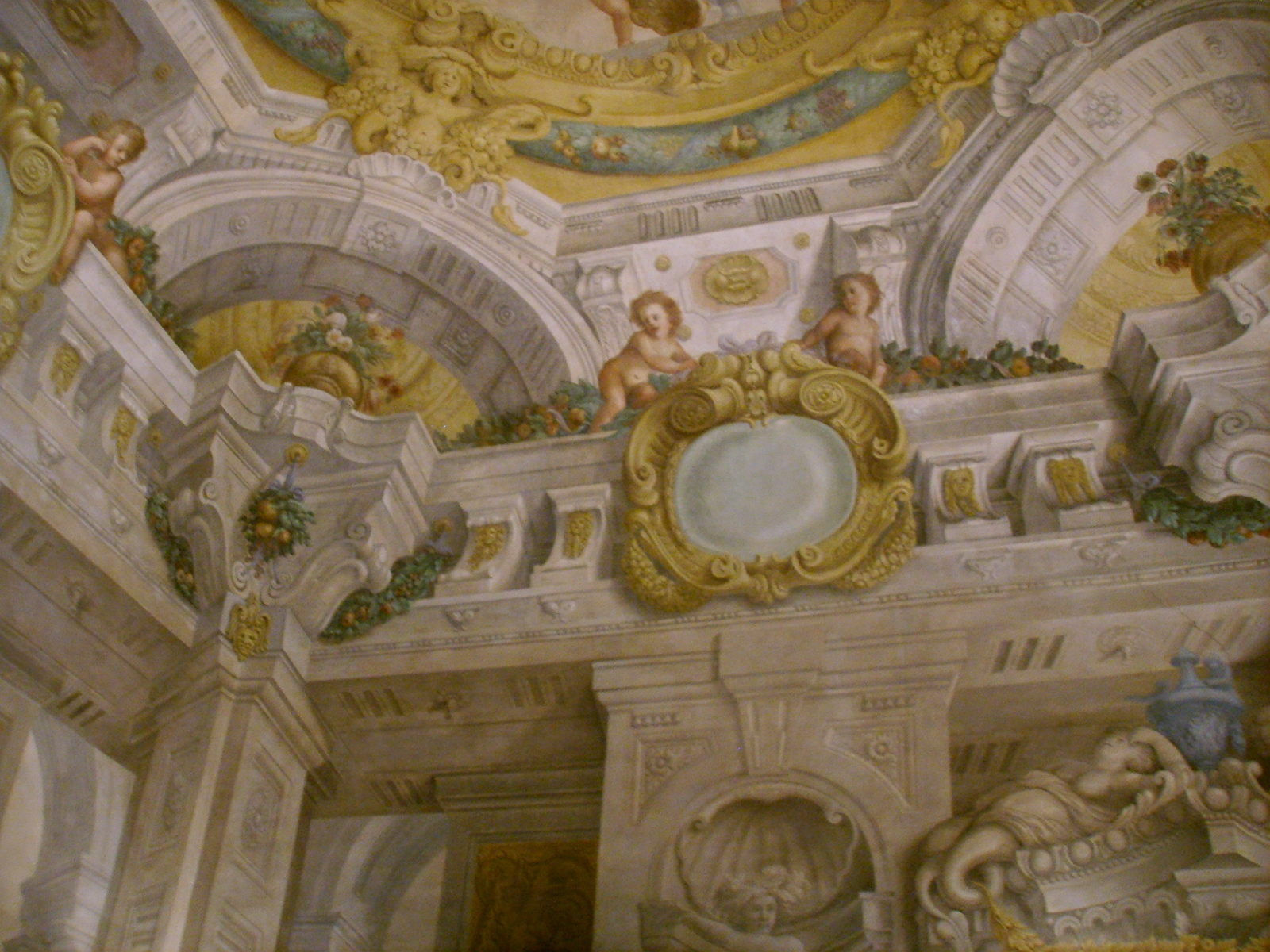

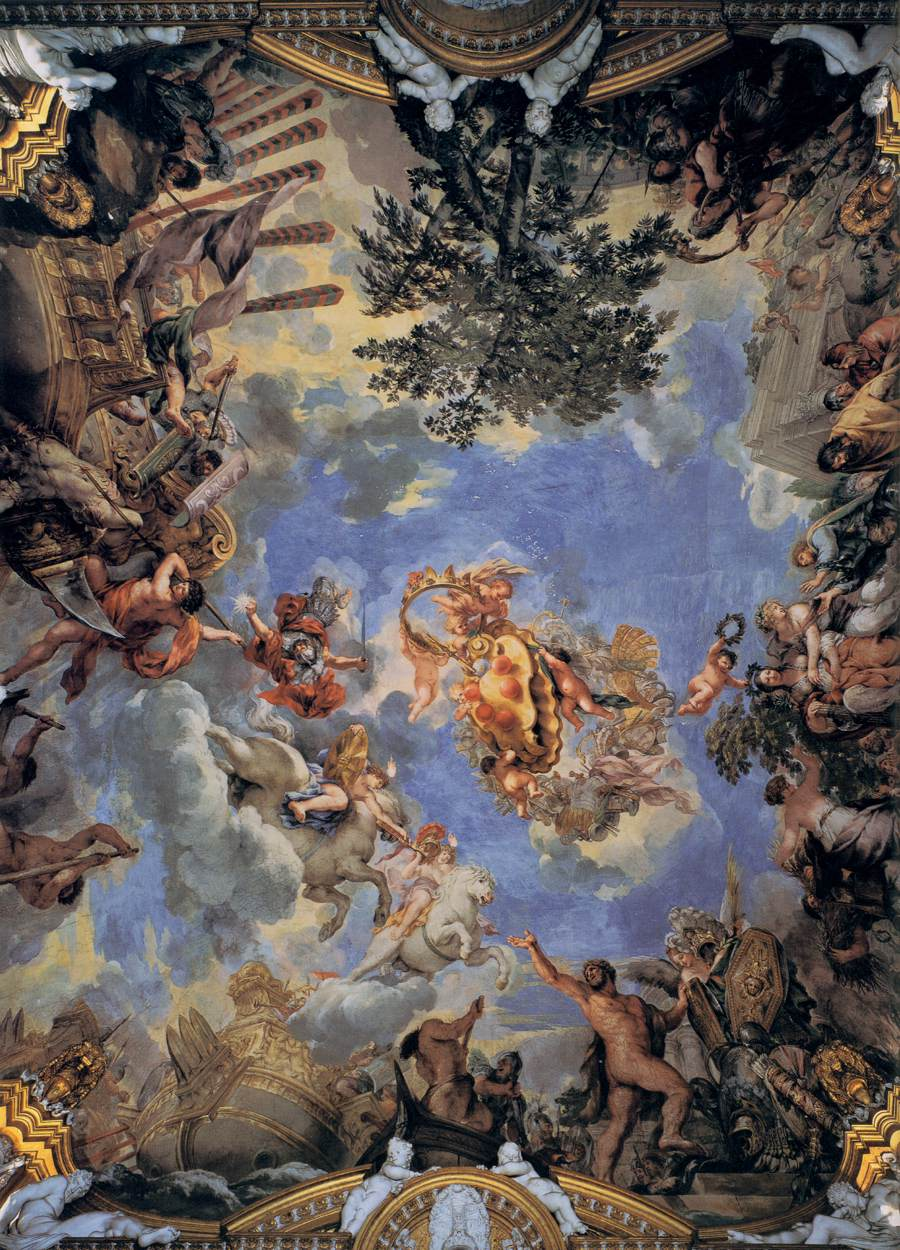
Pietro da Cortona Allegoria di Casa Medici (1643-44).

La Galleria Palatina si trova al piano nobile nel braccio sinistro del palazzo, comprendente alcune delle sale più belle dell'intero complesso. Dopo il maestoso scalone dell'Ammannati, si arriva alle sale che venivano per lo più usate dal granduca, sia per la residenza privata, sia per le udienze pubbliche. Il percorso espositivo inizia nel vestibolo e prosegue con alcune sale dedicate alla scultura (interessanti i busti dei granduchi, soprattutto di Cosimo I ritratto come un imperatore romano) e al mobilio antico, come la sala degli Staffieri, la Galleria delle Statue e la sala del Castagnoli, oltre la quale a sinistra inizia la galleria vera e propria. Le sale seguenti prendono il nome dal tema degli affreschi che le decorano sulle volte. Il ciclo è dedicato alla mitologia greco-romana, ma celebra anche la dinastia di casa Medici secondo un preciso e articolato sistema simbolico. In particolare i soggetti mitologici rappresentano degli esempi che alludono al tema della Vita e educazione del principe, e rappresentano un'opera fondamentale del barocco a Firenze, che produsse una profonda influenza sugli artisti locali dal Seicento in poi. Gli affreschi delle prime cinque sale furono realizzati dal più celebre pittore dell'epoca, Pietro da Cortona, e dai suoi seguaci, mentre le altre sale sono opera di artisti neoclassici della prima metà dell'Ottocento.
La superba collezione di dipinti è centrata sul periodo del tardo Rinascimento e il barocco, l'epoca d'oro del palazzo stesso, ed è il più importante ed esteso esempio in Italia di "quadreria", dove, a differenza di un allestimento museale moderno, i quadri non sono esposti con criteri sistematici, ma puramente decorativi, coprendo la maggior parte della superficie della parete in schemi simmetrici.
L'allestimento è dunque molto fedele all'allestimento originario voluto dal granduca Leopoldo II tra la fine del Settecento e l'inizio dell'Ottocento. In particolare in quel periodo si provvide a sistemare nel palazzo una parte delle opere dell'immenso patrimonio mediceo, che oggi compone vari musei, come anche gli Uffizi.
La sistemazione a quadreria, esaltata dalle ricche cornici intagliate e dorate, aveva lo scopo di stupire e meravigliare i visitatori dei saloni di rappresentanza. Oltre che dai dipinti, le sale sono arricchite anche da sculture e pezzi di mobilio pregiato, come i tavoli e i cabinet magnificamente intarsiati di pietre dure secondo l'arte del commesso fiorentino, praticata fin dal Seicento dall'Opificio delle Pietre Dure.
A conclusione della Galleria vera e propria una serie di stanze fa parte degli Appartamenti monumentali che formavano un tempo un museo a parte.

### Appartamenti monumentali

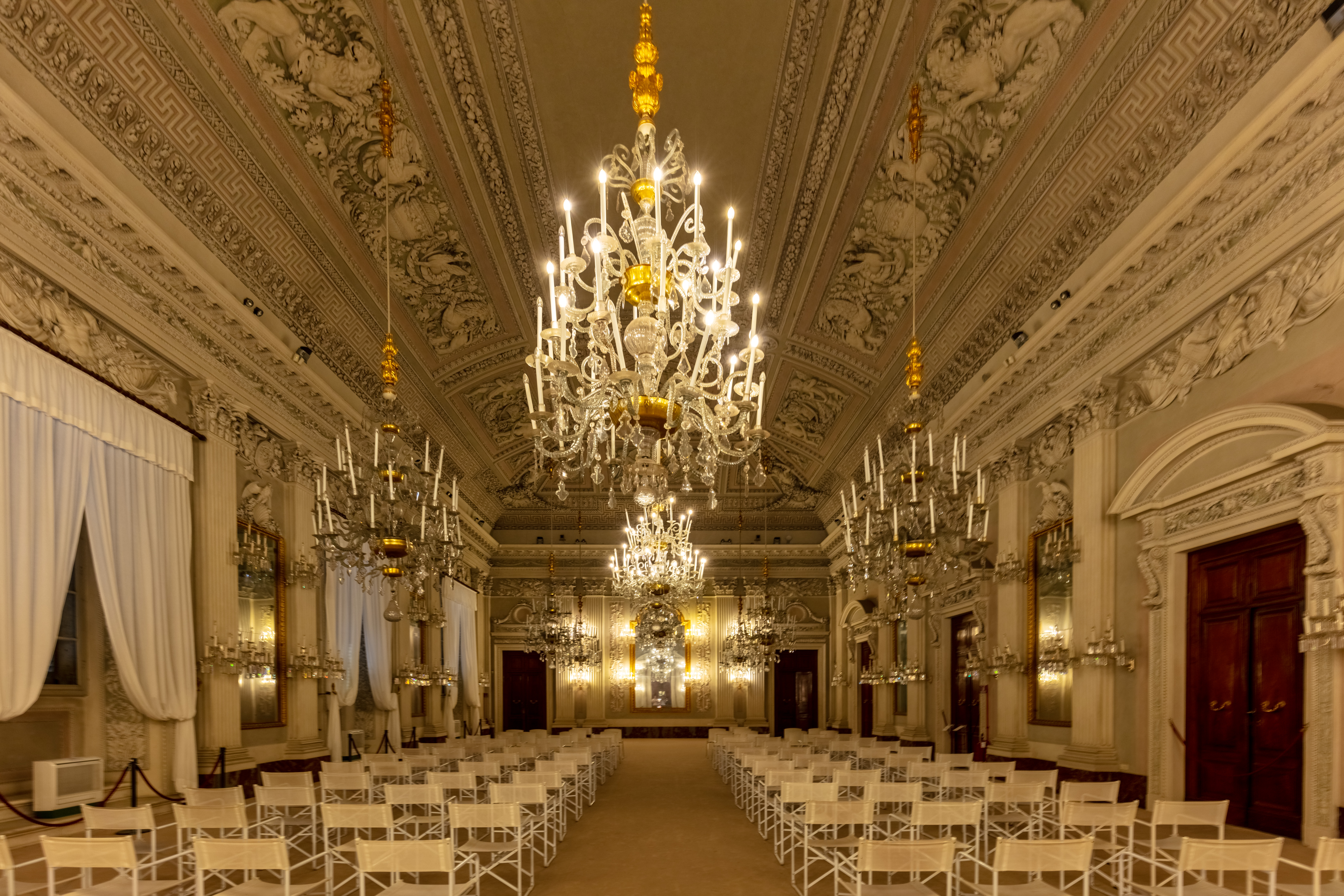
Sala Bianca.

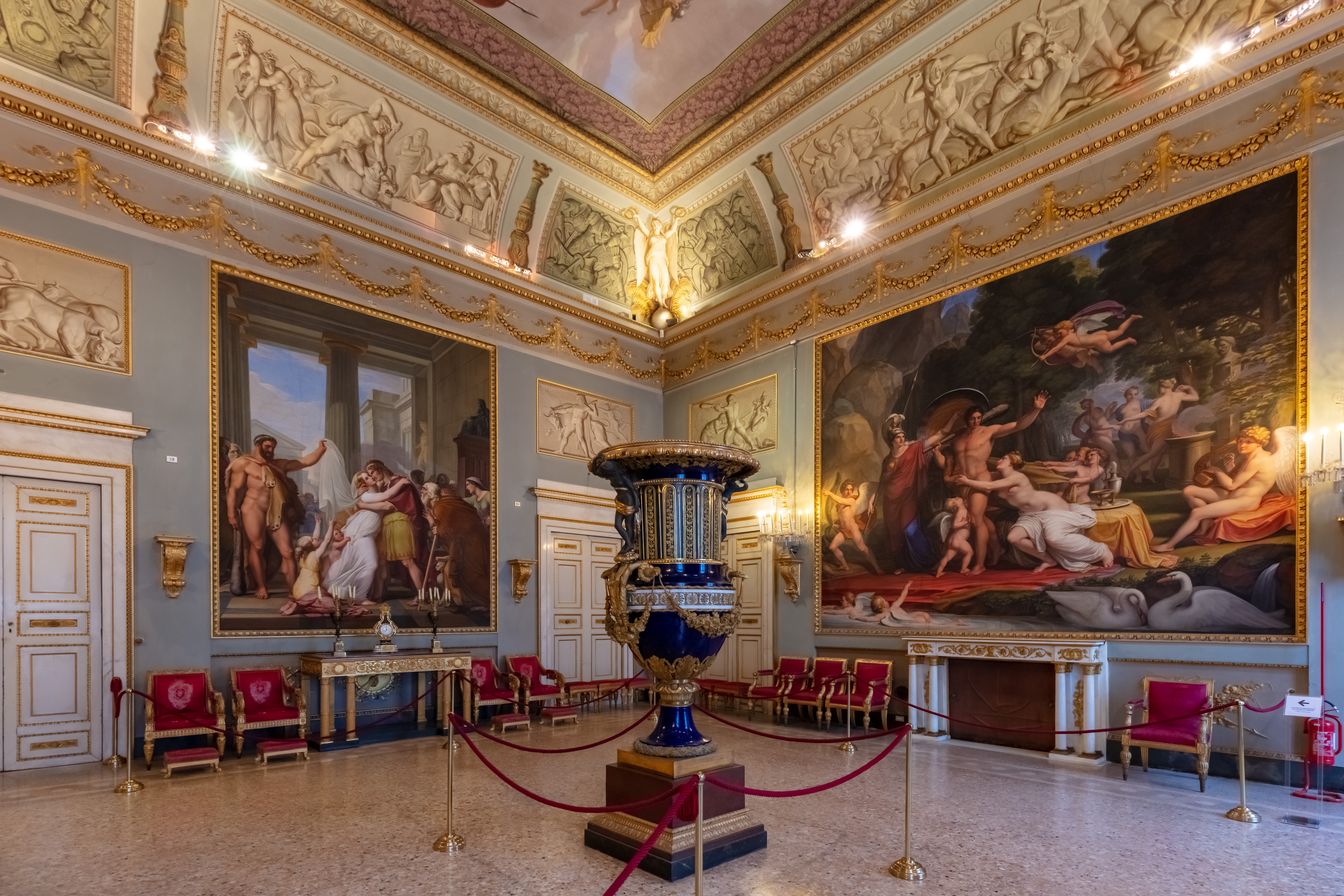
Sala di Ercole.

Gli Appartamenti monumentali sono un complesso museale costituito dalle quattordici sale degli Appartamenti Reali e dalle sei sale dell'Appartamento degli Arazzi, che si estendono al primo piano del palazzo rispettivamente nella parte centrale e laterale meridionale del corpo di fabbrica principale e nell'ala laterale meridionale posteriore del complesso architettonico.
L'insieme di queste quattordici stanze fu usato dalla famiglia Medici e dai successori durante i secoli nei quali qui risiedeva il Granduca della Toscana. In particolare, queste sale al primo piano nell'ala destra erano destinate al principe ereditario, mentre nell'ala sinistra (dove è ospitata la Galleria Palatina) viveva il Granduca in carica. La consorte del principe viveva invece nella corrispondente ala laterale confinante con gli appartamenti del principe. La decorazione gli arredi sono molto cambiati dall'epoca dei Medici, spesso con abbellimenti e scelte stilistiche propri delle famiglie che vi risiedettero in seguito come gli Asburgo-Lorena ed i Savoia (dopo l'unità d'Italia, durante il periodo di Firenze Capitale).
L'aspetto predominante è infatti oggi quello risalente a Umberto I e Margherita di Savoia, grazie a un restauro conclusosi nel 1993, i quali vi abitarono dal 1865. Nel 1912 una parte del palazzo, quella che già era aperta come museo dal tempo dei Lorena, passò allo Stato, e i Savoia tennero solo la serie di stanze dove oggi è ospitata la Galleria d'arte moderna per le loro occasionali visite in città fino agli anni 1920.
Contrariamente ai sontuosi saloni di rappresentanza della Galleria Palatina, queste stanze sono più piccole ed hanno un'atmosfera per certi versi più raccolta e familiare, pur mantenendo una forte sontuosità. Fra gli arredi d'epoca i letti a baldacchino e gli altri arredi da camera, che non compaiono in nessun'altra sala del palazzo. Il corredo di oggetti, arazzi e mobilio fu in parte portato dai Savoia riunendo qui gli oggetti provenienti dalle varie regge italiane che avevano "ereditato" dalle altre case regnanti d'Italia, soprattutto da Lucca e da Parma. Per quanto riguarda i dipinti, è interessante la serie di ritratti medicei opera per lo più del pittore Giusto Suttermans.
Dopo i restauri sono state riaperte al pubblico le stanze, chiamate Appartamento dei Principini, dove trascorrevano le giornate i figli di Ferdinando I e Cristina di Lorena: Cosimo, Francesco, Filippo, Carlo e Lorenzo.

### Palazzina della Meridiana

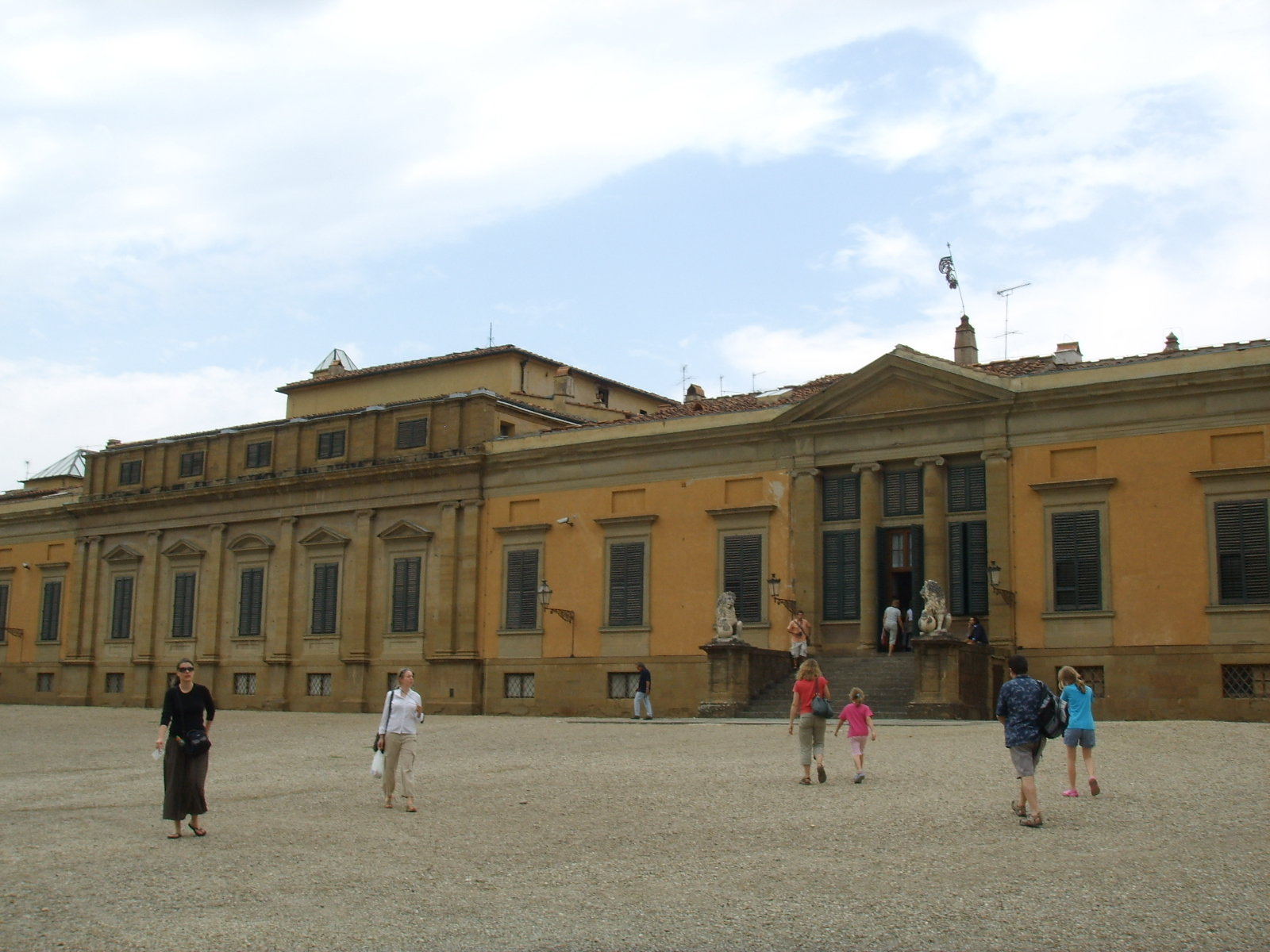
Palazzina della Meridiana.

L'ala conosciuta come Palazzina della Meridiana fu costruita su incarico di Pietro Leopoldo di Lorena dal 1776 sul lato meridionale del palazzo. L'opera fu iniziata dall'architetto Gaspare Paoletti, che vi lavorò fino al 1813 coadiuvato da Giuseppe Cacialli. Un decennio più tardi fu completata da Pasquale Poccianti, che realizzò la facciata meridionale, dotò l'edificio di nuovi locali e curò il programma delle decorazioni.
Nel 2007, dopo oltre un secolo, la palazzina è stata riaperta consentendo di ammirare la Meridiana, opera di Vincenzo Viviani, e gli affreschi che Anton Domenico Gabbiani ha realizzato per il Gran Principe Ferdinando.

### Palazzina del cavaliere

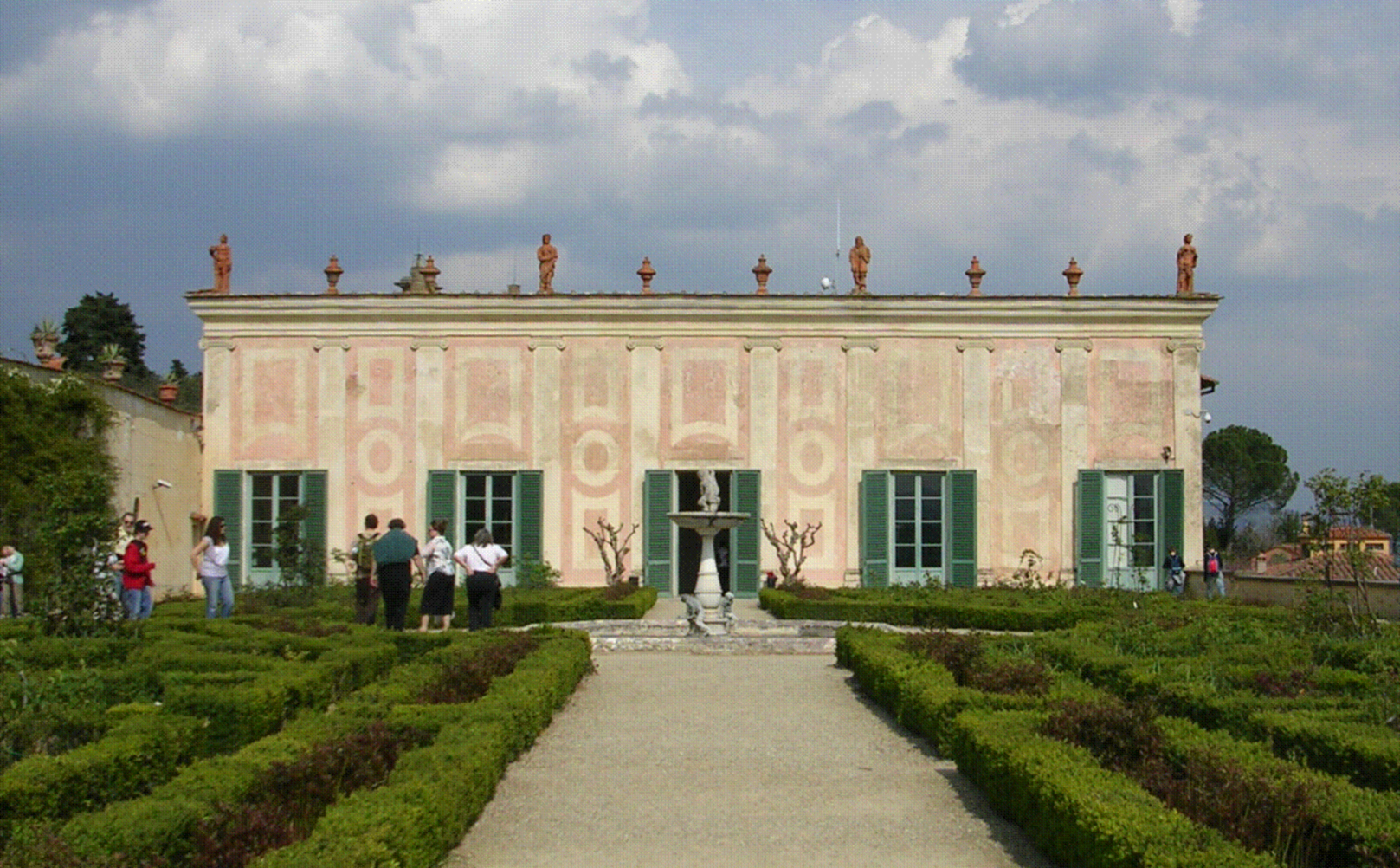
Palazzina del cavaliere.

### Museo delle Icone Russe

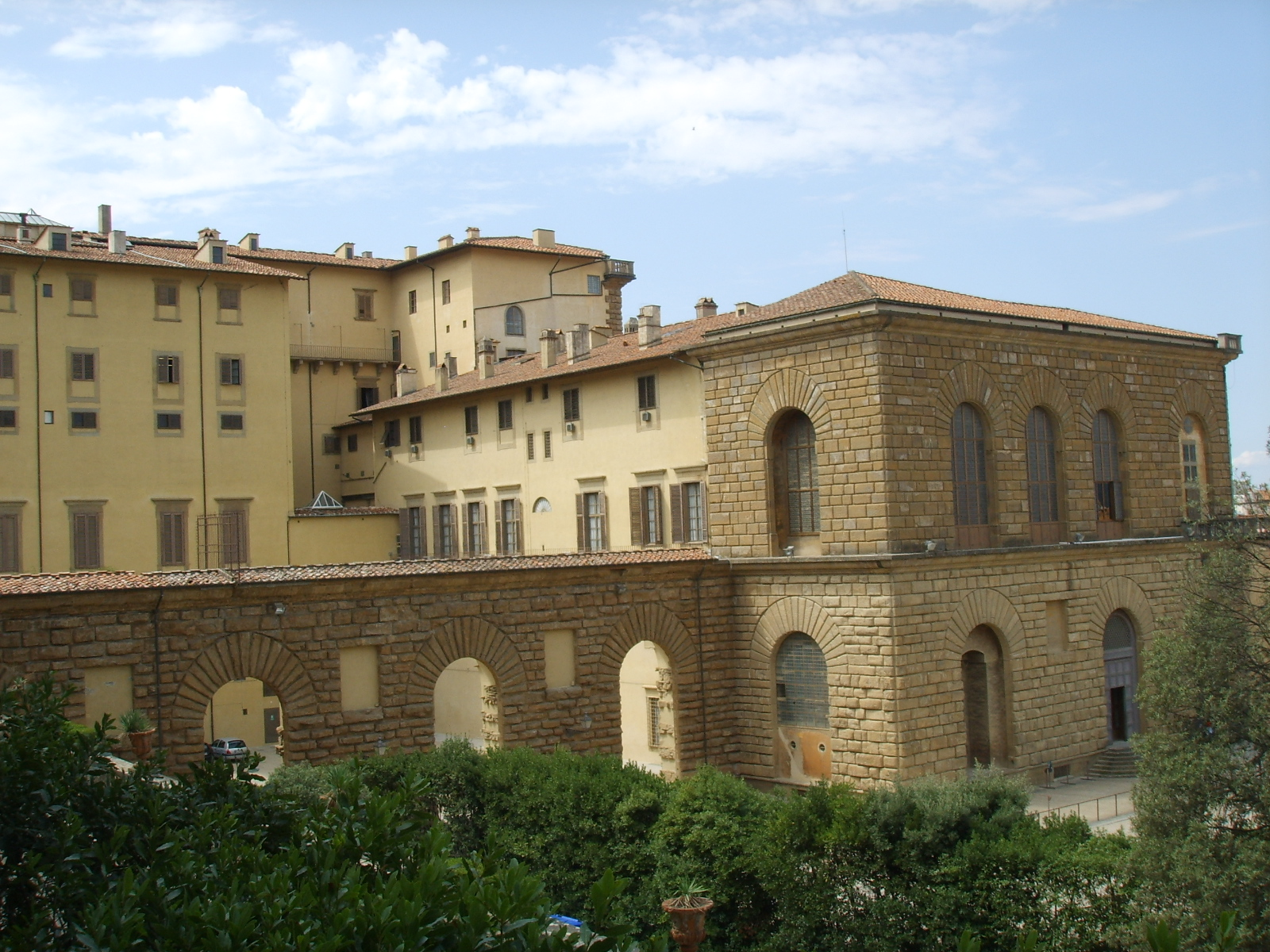

## Giardino di Boboli

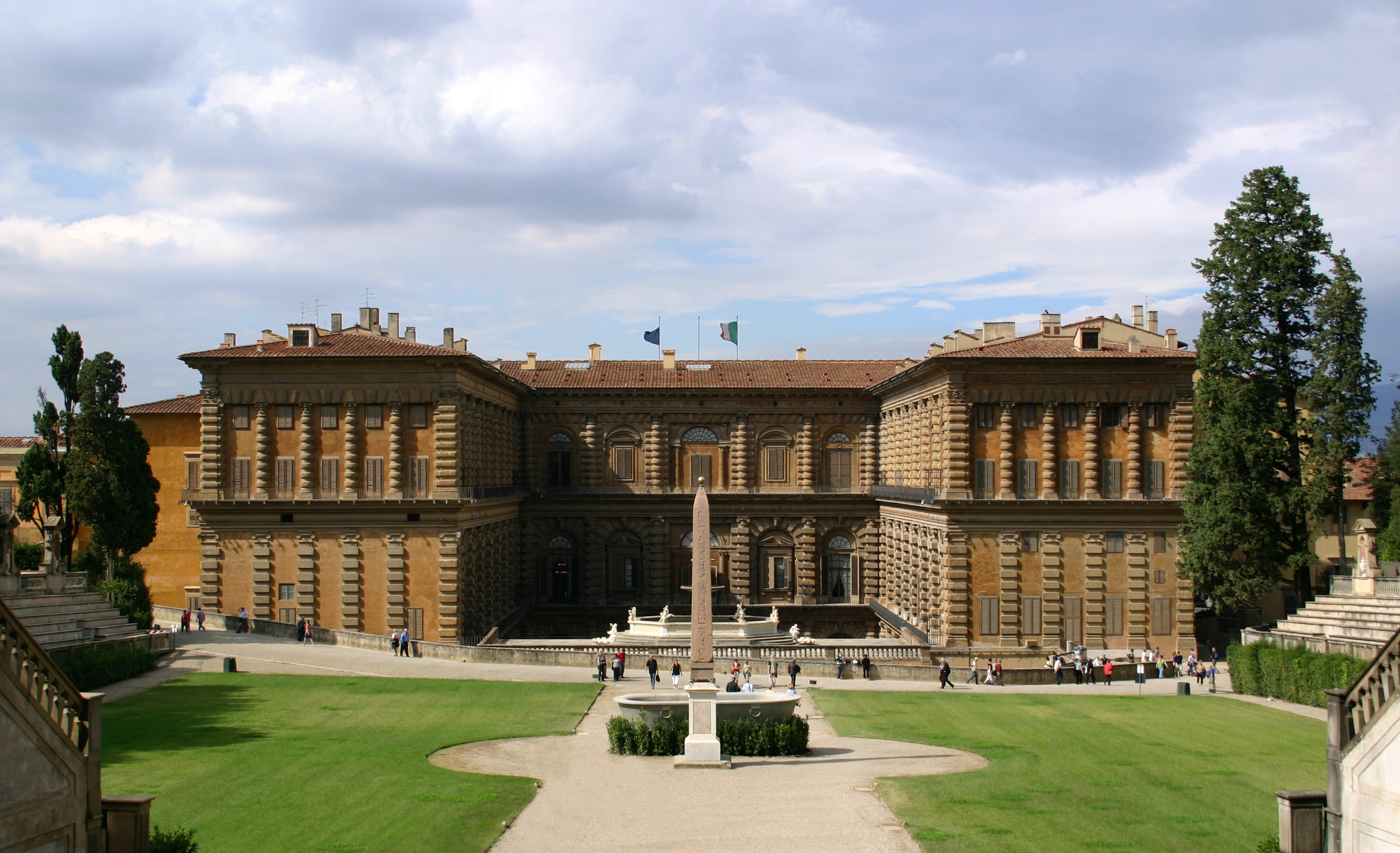
La facciata di Palazzo Pitti che affaccia sul Giardino di Boboli.

Il Giardino di Boboli è oggi un parco storico della città di Firenze. Nato come giardino granducale di Palazzo Pitti, è connesso anche al Forte di Belvedere, avamposto militare per la sicurezza del sovrano e la sua famiglia. Il giardino, che accoglie ogni anno oltre 800.000 visitatori, è uno dei più importanti esempi di giardino all'italiana al mondo ed è un vero e proprio museo all'aperto, per l'impostazione architettonico-paesaggistica e per la collezione di sculture che vanno dalle antichità romane al XX secolo.
I giardini furono costruiti tra il XVI e il XIX secolo, dai Medici, poi dagli Asburgo-Lorena e dai Savoia, e occupano un'area di circa 45.000 m². Alla prima impostazione di stile tardo-rinascimentale, visibile nel nucleo più vicino al palazzo, si aggiunsero negli anni nuove porzioni con differenti impostazioni: lungo l'asse parallelo al palazzo nacquero l'asse prospettico del viottolone, dal quale si dipanano vialetti ricoperti di ghiaia che portano a laghetti, fontane, ninfei, tempietti e grotte. Notevole è l'importanza che nel giardino assumono le statue e gli edifici, come la settecentesca Kaffeehaus (raro esempio di gusto rococò in Toscana), che permette di godere del panorama sulla città, o la Limonaia, ancora nell'originario color verde Lorena.

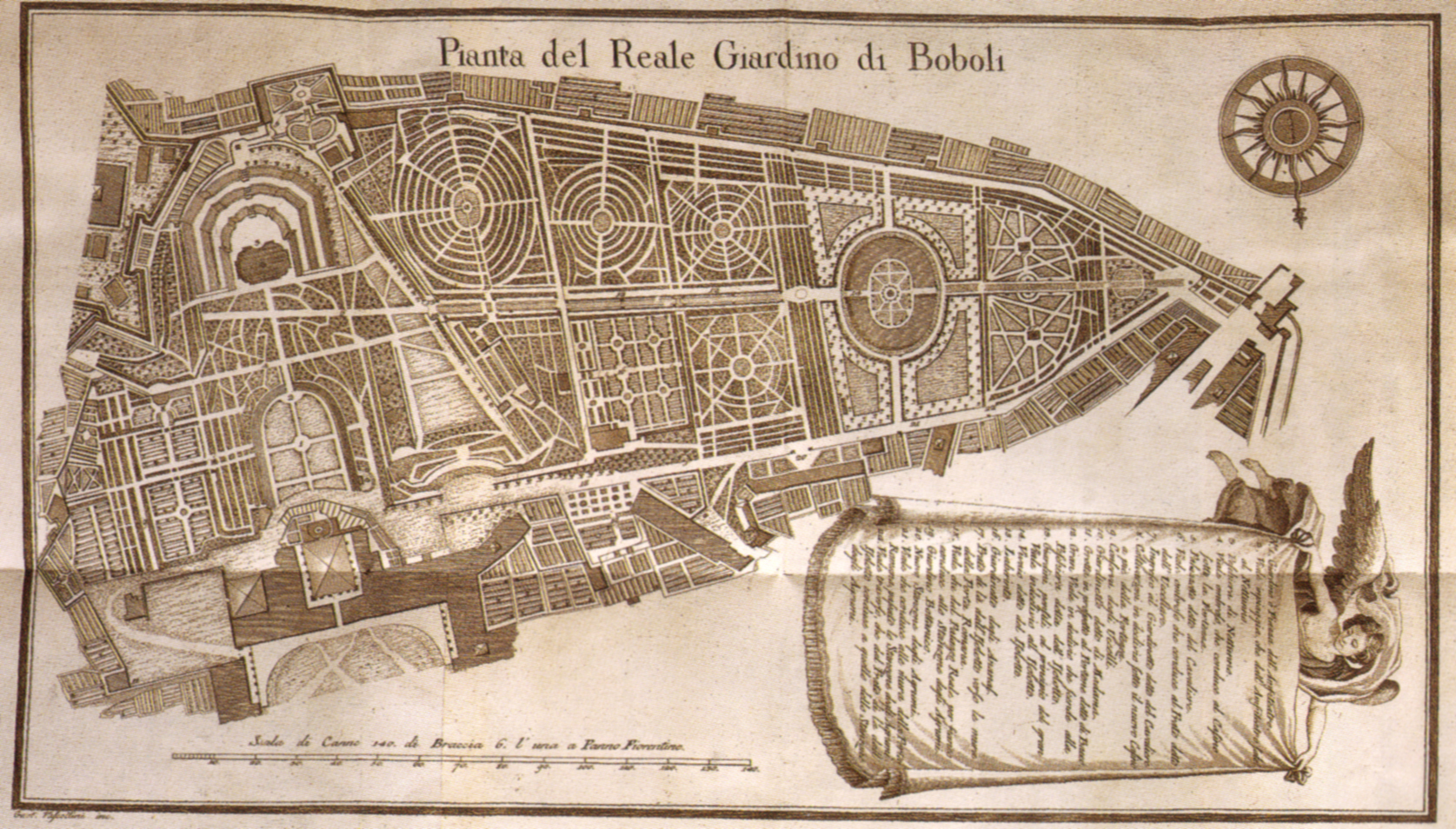
Planimetria antica (fine XVIII secolo, inizio XIX) del Giardino di Boboli.

Il giardino ha quattro ingressi fruibili dal pubblico: dal cortile di Palazzo Pitti, dal Forte di Belvedere, da via Romana (l'ingresso di Annalena) e dal piazzale di Porta Romana, oltre a un'uscita "extra" su Piazza Pitti.
I giardini hanno nel complesso una configurazione vagamente a triangolo allungato, con forti pendenze e due assi quasi perpendicolari che si incrociano vicino alla Fontana del Nettuno che si staglia sul panorama. A partire dai percorsi centrali degli assi poi si sviluppano una serie di terrazze, viali e vialetti, vedute prospettiche con statue, sentieri, radure, giardini recintati, costruzioni e rosai antichi, in un'inesauribile fonte di ambienti curiosi e scenografici. Qui troviamo anche la fontana dei Mostaccini la cui sequenza di cascatelle costituisce una testimonianza seicentesca degli antichi abbeveratoi per gli uccelli da richiamo, utilizzati nella pratica dell'uccellagione. Sono presenti anche una serie di antichi acquedotti sotterranei che alimentavano l'intero complesso.
Una parte del giardino è dedicata alla collezione delle Camelie, iniziata nel Seicento e che oggi, grazie all'opera dei giardinieri, è stato in parte recuperato dopo un periodo di declino. Tra il 2000 e il 2005 il Tepidario della Botanica superiore è stato al centro di una serie di interventi di restauro e pulizia degli ambienti esterni e interni per rendere l’edificio nuovamente funzionale. Alcuni di questi interventi sono stati realizzati anche grazie ai fondi del Gioco del Lotto, in base a quanto regolato dalla legge 662/96.